# Харк (остров)
Харк (Джезирейе-Харк, перс. جزیره خارگ‎) — иранский остров в Персидском заливе, расположенный на расстоянии 25 километров от побережья Ирана и на расстоянии 57 километров от города Бушир. Относится к остану (провинции) Бушир. На острове находятся одноимённый город и аэропорт.

## История и археологические находки
В Сасанидский период на острове находились зороастрийский храм и несторианский монастырь с церковью, стены монастыря в своё время были украшены декоративной штукатуркой в стиле Таки-Бустан в Керманшахе.
В 2007 году на острове была открыта Ахеменидская надпись. В следующем году надпись была серьёзно повреждена вандалами.

## Экономика
На острове Харк расположен крупнейший (более 90 процентов экспорта иранской нефти и нефтепродуктов) нефтяной терминал Ирана (پایانه نفتی خارگ), сильно пострадавший во время Ирано-иракской войны 1980—1988 годов, когда его регулярно бомбила иракская авиация. Терминал управляется иранской государственной компанией «Iranian Oil Terminals Company», которая является дочерней компанией национальной нефтяной монополии — «National Iranian Oil Company» (NIOC).

## В культуре
Остров присутствует в игре Battlefield 3 в качестве сетевой карты и в игре F-15 Strike Eagle II. Также Харк встречается в игре Delta Force: Team Sabre.